# Place Vendôme – Svět diamantů
Place Vendôme – Svět diamantů (v originále Place Vendôme) je francouzský hraný film z roku 1998, který režírovala Nicole Garcia podle vlastního scénáře. Snímek měl světovou premiéru na Mezinárodním filmovém festivalu v Benátkách 12. září 1998.

## Děj
Vincent Malivert provozuje na pařížském Place Vendôme klenotnictví se svým bratrem Ericem. Přestože má Vincent dobrou pověst jako obchodník s diamanty, stále více se objevují náznaky, že prodává i kradené diamanty. Je také zadlužený. Jak obvinění proti němu narůstají a věřitelé požadují své peníze, spáchá sebevraždu tím, že nabourá svým autem do náklaďáku. Jeho žena Marianne bývala také talentovaným prodejcem šperků. Alkohol a deprese však ukončily její profesionální kariéru. Od té doby strávila většinu roku na klinice. Mezitím Vincentova atraktivní asistentka Nathalie opouští svého milence Jean-Pierra, který kvůli krádeži přišel o právnickou licenci, a místo toho se zaplete s gangsterem Battistellim. Když chce Eric Malivert prodat klenotnictví zahraniční společnosti, aby se vyhnul bankrotu, Marianne odmítne podepsat potřebné dokumenty. Je odhodlána pokračovat v podnikání, protože ji to motivuje přestat pít a konečně překonat depresi. Ve skrytém sejfu najde sedm dokonale vybroušených diamantů. Prodej zjevně kradených diamantů se však ukazuje obtížnější, než se zdálo. Při hledání potenciálních kupců navštěvuje Marianne nespočet hotelů, kaváren a trhů se šperky v Paříži a Antverpách. Neustále naráží na Jean-Pierra, kterého na ni nasadil jistý Wajman. Marianne nakonec stráví s Jean-Pierrem noc. Když si však uvědomí, že se nepotkali náhodou, odvrátí se od něj. Poté se dozví, že diamanty chce získat i Battistelli, který udržuje kontakty s ruskou mafií, a využívá svou milenku Nathalie, aby se kamenů zmocnila. Nathalie měla také poměr s Vincentem. Nakonec Marianne navštíví Nathalie a vysvětlí jí své spojení s Battistellim: Před mnoha lety s ním měla Marianne poměr. Společně chtěli prodat ukradené šperky. Když byli odhaleni, Battistelli uprchl a nechal Marianne na holičkách. Právoplatným majitelem klenotů se ukázal Vincent Malivert, který se nakonec zdržel podání stížnosti a místo toho se oženil s krásnou Marianne. Marianne se postupně propadla alkoholu tváří v tvář svému bezútěšnému manželství s Vincentem. Wajman donutí Marianne, aby Battistellimu podstrčila diamanty, aby ho poté zatkli. Když se potkají v kavárně, Marianne varuje svého bývalého milence před Wajmanem. Společně prchají do Ostende. Marianne k němu už nechová zášť. Battistelli, který věří, že může obchodovat s Wajmanem, ho informuje o svém pobytu. Mezitím se Marianne prochází po pláži v Ostende, kde se setkává s Jean-Pierrem, který se do ní zamiloval.

## Obsazení
| Catherine Deneuve     | Marianne Malivert |
| Jean-Pierre Bacri     | Jean-Pierre       |
| Emmanuelle Seignerová | Nathalie          |
| Jacques Dutronc       | Serge Battistelli |
| Bernard Fresson       | Vincent Malivert  |
| François Berléand     | Eric Malivert     |
| Dragan Nikolić        | Janos             |
| Otto Tausig           | Samy              |
| László Szabó          | Charlie Rosen     |
| Elisabeth Commelin    | slečna Pierson    |
| Philippe Clévenot     | Kleiser           |
| Malik Zidi            | Samyho syn        |
| Eric Ruf              | Phillipe Ternece  |
| Nidal Al-Askhar       | Saliha            |
| Larry Lamb            | Christopher Makos |
| Julian Fellowes       | Wajman            |

## Ocenění
- MFF Benátky: cena Coppa Volpi pro nejlepší herečku (Catherine Deneuve); nominace na Zlatého lva
- César: celkem 12 nominací v 11 kategoriích, tj. nejlepší film, nejlepší režisér (Nicole Garcia), nejlepší herečka (Catherine Deneuve), nejlepší herec ve vedlejší roli (Jacques Dutron a Bernard Fresson), nejlepší herečka ve vedlejší roli (Emmanuelle Seigner), nejlepší střih (Luc Barnier, Françoise Bonnot), nejlepší původní scénář nebo adaptace (Nicole Garcia, Jacques Fieschi), nejlepší kostýmy (Nathalie du Roscoät, Elisabeth Tavernier), nejlepší scénografie (Thierry Flamand) a nejlepší zvuk (Jean-Pierre Duret, Dominique Hennequin). Film byl v tomto ročníku nejnominovanějším snímkem a až do roku 2013 byl filmem s největším počtem nominací bez vítězství.